# Joaquim Agostinho (futbolista)
Joaquim Agostinho da Silva Ribeiro, más conocido como Agostinho (Paços de Ferreira, Portugal, 15 de septiembre de 1975) es un exfutbolista portugués. Jugó de centrocampista por la banda izquierda y su último equipo fue el Club de Fútbol Palencia.

## Trayectoria
Después de impresionar de joven en el Vitória de Guimarães, Agostinho fue traspasado al extranjero a los 20 años, pero su primera experiencia fue muy infeliz, solo jugó dos partidos entre Real Madrid B y Sevilla FC juntos. Pasaría los siguientes tres temporadas en la Segunda división española, de forma consecutiva con la UD Salamanca, UD Las Palmas y Málaga CF, con esta última, en 1998-99, se unió a su compatriota Edgar, quien también firmó recientemente y también llegó procedente del Real Madrid, para impulsar a los andaluces a la máxima categoría, contribuyendo con 38 partidos y tres decisivos goles.
Agostinho continuó participando de manera significativa en el Málaga CF en los años siguientes, pero fue cedido a Francia, al PSG, tras lo cual fue puesto en libertad en junio de 2002.
Su carrera fue más difícil de seguir a partir de entonces, ya que jugó principalmente en España y la Segunda división de Portugal o con equipos modestos en Primera, de forma consecutiva en Moreirense FC, Polideportivo Ejido, FC Felgueiras y Rio Ave FC. Con este último, solo apareció 12 veces en dos temporadas, y fue puesto en libertad a los 32 años.
Agostinho luego se trasladó a la tercera división portuguesa, con Atlético Valdevez, después de lo cual regresó de nuevo a España, uniéndose al CF Palencia, y ayudándolo a ascender su temporada de debut. Dejó el club en junio de 2010, y se retiró poco después, a punto de cumplir 35 años.
Durante la temporada siguiente, 2010-11, ejerció de director deportivo del equipo Sub-19 del FC Paços de Ferreira.
Desde la temporada 2011-12 juega en el equipo de veteranos del FC Paços de Ferreira.

## Selección nacional
Ha sido internacional en las categorías inferiores de la selección portuguesa de fútbol. Llegó a jugar en 11 ocasiones con la sub-21, marcando un gol.

## Clubes y estadísticas
| Club                 | País     | Año       | Competición        | Liga  | Liga  | Copa  | Copa  | Promoción de ascenso | Promoción de ascenso |
| Club                 | País     | Año       | Competición        | Part. | Goles | Part. | Goles | Part.                | Goles                |
| -------------------- | -------- | --------- | ------------------ | ----- | ----- | ----- | ----- | -------------------- | -------------------- |
| Vitória de Guimarães | Portugal | 1993-1994 | Primera            | 14    | 1     |       |       |                      |                      |
| Vitória de Guimarães | Portugal | 1994-1995 | Primera            | 12    | 0     |       |       |                      |                      |
| Real Madrid B        | España   | 1995-1996 | Segunda            | 2     | 1     |       |       |                      |                      |
| Sevilla FC           | España   | 1995-1996 | Primera            | 0     | 0     |       |       |                      |                      |
| UD Salamanca         | España   | 1996-1997 | Segunda            | 19    | 1     |       |       |                      |                      |
| UD Las Palmas        | España   | 1997-1998 | Segunda            | 36    | 7     |       |       | 1                    | 0                    |
| Málaga CF            | España   | 1998-1999 | Segunda            | 38    | 3     |       |       |                      |                      |
| Málaga CF            | España   | 1999-2000 | Primera            | 26    | 1     |       |       |                      |                      |
| Málaga CF            | España   | 2000-2001 | Primera            | 29    | 4     |       |       |                      |                      |
| PSG B                | Francia  | 2001-2002 | CFA Grupo D        | 5     | 1     |       |       |                      |                      |
| PSG                  | Francia  | 2001-2002 | Ligue 1            | 4     | 0     |       |       |                      |                      |
| Moreirense FC        | Portugal | 2002-2003 | Primera            | 24    | 1     |       |       |                      |                      |
| Polideportivo Ejido  | España   | 2003-2004 | Segunda            | 32    | 1     | 1     | 0     |                      |                      |
| FC Felgueiras        | Portugal | 2004-2005 | Segunda            | 30    | 6     |       |       |                      |                      |
| Rio Ave FC           | Portugal | 2005-2006 | Primera            | 11    | 1     |       |       |                      |                      |
| Rio Ave FC           | Portugal | 2006-2007 | Segunda            | 1     | 0     |       |       |                      |                      |
| Atlético Valdevez    | Portugal | 2007-2008 | II Divisão Serie A | 30    | 0     |       |       |                      |                      |
| CF Palencia          | España   | 2008-2009 | Tercera            | 38    | 6     |       |       | 2                    | 1                    |
| CF Palencia          | España   | 2009-2010 | Segunda B          | 30    | 0     | 1     | 0     | 2                    | 0                    |

## Palmarés

### Campeonatos nacionales
| Título           | Club        | País   | Año  |
| ---------------- | ----------- | ------ | ---- |
| Tercera División | CF Palencia | España | 2009 |